# مارتا سانگو
مارتا سانگو (انگلیسی: Marta Sango؛ زادهٔ ۲۸ ژوئن ۲۰۰۰) خواننده اهل اسپانیا است.